# Crêt des Allemands
Crêt des Allemands är en kulle i Schweiz. Den ligger i kantonen Neuchâtel, i den västra delen av landet, 70 km väster om huvudstaden Bern. Toppen på Crêt des Allemands är 1 163 meter över havet.